# Маковица (Яремче)
Маковица (укр.   Маковиця ) — вершина в Украинских Карпатах. Орографически относится к горному массиву Горганы, на границе Яремчанского городского совета и Надворнянского района Ивано-Франковской области.

## Общие сведения
Название вершины происходит от слова купол — то есть верхушка, верховье, вершина. По другим данным происхождение названия — слово «маковица» с языка санскрита означает место поклонения (капище).
Высота вершины 984,5 м.
Маковица — одна из самых высоких вершин в окрестности города Яремче. Северные и северо-западные склоны крутые, южные и юго-западные — более пологие. Подножия горы, особенно северо-западная и средняя часть, за исключением крутых осыпей, покрыты почти сплошными лесами, вершина — редкими кустарниками и отдельными деревьями. Свободные от леса места богаты травяным покровом.
Есть два основных туристических маршрута выхода на гору Маковица. Первый начинается от ул. Ивана Франко у источника и часовни, в пригороде Ямна и далее по хребту Маковица. Второй от камня Довбуша, что у железной дороги и железнодорожного тоннеля, тропой Довбуша и через Скалы Довбуша.

## География
Западнее Маковицы расположены река Прут, город Яремче и река Жонка, которая берет своё начало на северном склоне хребта Яворник, на юге — долины реки Прут с пригородом Ямна, село Микуличин, а дальше раскинулись горные вершины наивысшего в Украинских Карпатах Черногорского массива.
Ближайшие населенные пункты: город Яремче — на западе, пригород Ямна и село Микульчин — на юге, пригород Дора и поселок Делятин — на севере, села Чёрные и Белые Ославы — на востоке. На вершине горы установлен металлический крест и указатели расстояний: в город Яремче — 3,5 км, в пригород Дора — 3,5 км, до Скал Довбуша — 4,5 км.